# Федоров Всеволод Тихонович
Федоров Всеволод Тихонович (1902, Асхабад, Закаспійська область, Російська імперія (нині Ашгабат, Туркменістан) - 1989, Москва РСФРР, СРСР) - начальник Головного управління шосейних доріг (ГУШОСДОР) НКВС СРСР, генерал-майор технічних військ (10.11.1942)., заступник міністра будівельного, дорожнього та комунального машинобудування СРСР. Лауреат Сталінської премії 3-го ступеня за видатні винаходи і докорінні удосконалення методів виробничої роботи в галузі машинобудування (1951).

## Дати з біографії
- 10.19-05.20 - секретар слідч. комісії ГО Туркестанського фронту;
- 05.20-06.21 - секретар політ. від. Ташкентської залізниці, Оренбург;
- 06.21-10.21 - зав. Учраспред бюро ЦК Союзу залізничників Туркестану;
- 10.21-08.23 - зав. обліково-статистичним від. райкому Ташкентського міськкому РКП (б);
- 09.23-06.25 - Механічний ін-т ім. М.В.Ломоносова, Москва;
- 06.25-06.28 - голова місцевкому профспілки залізничників (Учпрофсожа №1) Московсько-Білорусько-Балтійської залізниці, Москва;
- 06.28-08.29 - політрук технікуму 43 школи, Москва ;
  - 08.29-07.30 - Московський автодорожній ін-т.
- 07.30-01.31 - нач. ділянки Таджицького Главтранса ;
- 02.31-06.35 - нач. об'єкта, заст. нач. дорожнього будівництва, нач. будівництва набережної (дорожньо-буд. від. Московської міської ради;
- 06.35-1937 - начальник-гол. інженер експлуатаційного упр. Московської міської ради;
- 1937-10.37 - гл. інженер отд. будівництва доріг і набережних Московської міської ради;
- 10.37-11.37 - нач. упр. дорожньо-мостового господарства Наркомату комунального господарства РРФСР;
- 11.37-05.38 - заст. наркома комунального господарства РРФСР ;
- 05.38-03.39 - нач. Гол. дорожнього упр. при РНК РРФСР;
- 05.03.39 - 21.04.39 - заст. нач. ГУШОСДОР НКВС СРСР;
- 21.04.39-05.42 - нач. ГУШОСДОР НКВС СРСР;
- 05.42-04.46 - Заст. нач. Гол. дорожнього упр. РСЧА, НКО і МВС СРСР;
- 04.46-05.53 - заст. міністра будів. і дорожнього машинобудування СРСР;
- 05.53-09.53 - нач. Гол. упр. автомобільного транспорту МШС СРСР;
- 09.53-07.56 - заст. міністра автомобільного транспорту і шосейних доріг СРСР;
- 07.56-04.59 - нач. Голошляхбуду при РМ СРСР;
- 04.59-05.63 - заст. міністра трансп. будівництва СРСР;
- 05.63-04.74 - гол. редактор журналу «Автомобільні дороги»;
- 04.74 - пенсіонер, Москва.

## Військові та спеціальні звання
- воєнінженер 1 рангу (05.03.1939)
- бригінженер (08.09.1941)
- генерал-майор технічних військ (10.11.1942)

## Нагороди
- 2 ордена Леніна;
- 2 ордени Червоного Прапора;
- Орден Дружби народів;
- 2 ордени «Знак Пошани»;
- Орден Трудового Червоного Прапора;
- Орден Червоної Зірки;
- 14 медалей.